# قائمة جسور الأردن

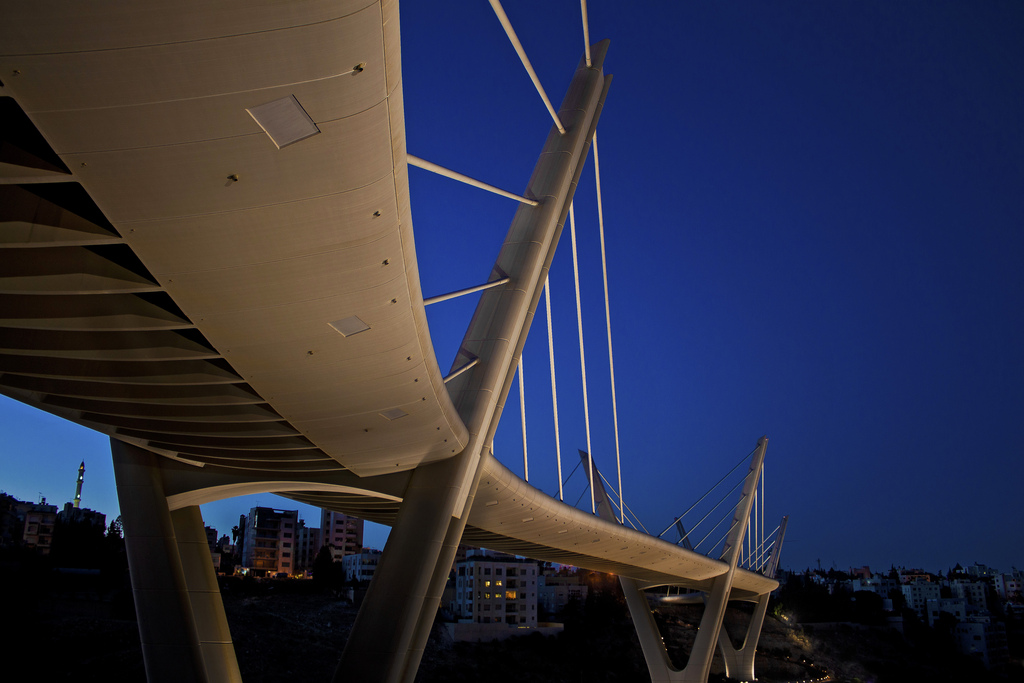
جسر عبدون

الجسر أو القنطرة (ج القناطر) هو مُنشأ يُستخدم للعبور من مكان إلى آخر بينهما عائق.

## قائمة الجسور الأردن
تحتوي هذه القائمة على أسماء الجسور في الأردن.
- الجسور العشرة

- جسر الشيخ حسين
- جسر المجامع
- جسر الملك حسين
- جسر الملك عبد الله (فلسطين)
- جسر دامية
- جسر عبدون

- معبر وادي عربة